# Japán Űrügynökség
A Japán Űrügynökség vagy más néven JAXA (japánul: 宇宙航空研究開発機構', angolul: Japan Aerospace Exploration Agency) Japán kormányzati űrkutatási és fejlesztési ügynöksége, mely 2003-ban több szervezet összeolvadásából jött létre.
A MEXT (Ministry of Education, Culture, Sports, Science and Technology) felügyelete alatt 2003. október 1-jén hozták létre a három korábbi űrtevékenységet folytató japán szervezet, a NASDA (National Space Development Agency), az ISAS (Institute of Space and Astronautical Science) és a NAL (National Aerospace Laboratory) egyesítésével a JAXA (Japanese Aerospace Exploration Agency) japán nemzeti űrügynökséget. Egy kézben fogja össze az űrkutatással kapcsolatos alapkutatásokat, fejlesztéseket és a tudományos eredmények hasznosításával kapcsolatos feladatokat. A három önálló űrügynökség takarékossági célokból egyesült.
Japánnak jelentős tervei vannak az űrkutatásban, például egy holdbázis létesítése 2030 körül. A JAXA a bolygók és a világűr kutatásán, repülőgépek, rakéták és műholdak fejlesztésén dolgozik. A vállalat kifejlesztette és a Nemzetközi Űrállomás-ra telepítésre került a Japanese Experiment Module (JEM) tároló/kutató modul.

## Története
Japán 1970-ben a Szovjetuniót, Amerikát, és Franciaországot követve negyedikként vált saját hordozórakétával is rendelkező űrhatalommá. Az űrkutatást részben önállóan, részben Amerikával együttműködve végzik.

## Alapító szervezetek

### ISAS
A korai japán kutatórakéta és műhold programot a Tokiói Városi Egyetem hajtotta végre. Az egyetem 1964-ben megalakította az ISAS-t, az Intézet 1981-ben vált független szervezetté. Kezdetben az űrkutatási program léggömbök, kutatórakéták és mesterséges holdak segítségével folyt. Az ISAS hatáskörébe tartozott a mesterséges holdak tervezése és konstrukciója, aerodinamikai, űrelektronikai és hajtóanyag vizsgálatok. Megépítette a Lambda, a Mu és az M-5 hordozórakétákat, valamint a japán kutatóműholdak és űrszondák nagy részét.

### NASDA
1964-ben alapították NSDC (National Space Development Center) néven, amelyet 1969-ben változtattak meg. A NASDA tervezte/építette az N–I, H–I, H–II és H–IIA rakétákat, valamint a gyakorlati célú műholdakat mint az Kiku (ETS), a Himawari (GMS) vagy a Midori (ADEOS).

### NAL
A harmadik ügynökség a NAL, amely űrrepülőgép tervezésében vett részt.

#### Japán Meteorológiai Szolgálat
Önálló meteorológiai rakétaprogramot hajt végre a Japán Meteorológiai Szolgálat.

## Nemzetközi partnerség
2013-ig 12 japán űrhajós járt a világűrben. A NASA és az Orosz Szövetségi Űrügynökség közötti megállapodások alapján az amerikai űrrepülőgépen és a Szojuz űrhajón teljesítettek szolgálatot.

### Rakétakilövőállomások
1. Kagosimai ISAS űrközpont a legjelentősebb, három kilövőhellyel rendelkezik, a megfelelő technikai háttérrel (indítás, követés, megfigyelés, háttér épületek a szükséges kísérleti, ellenőrző feladatok ellátására). Egy a Kappa (K), egy a Lambda, és egy a Mu hordozórakéták részére. A Kyushu sziget délkeleti részén fekvő telep, amelyet 1970 óta használnak folyékony üzemanyagú hordozórakéták és űrszondák felbocsátására. 1970. február 11-én volt az első sikeres indítás. 1995. december 31-ig 22 eredményes indítást hajtottak végre.
2. Tanegasimai NASDA űrközpont. (Osaki), 1975. szeptember 9-én történt az első sikeres indítás. 1995. december 31-ig 28 eredményes indítást hajtottak végre.
3. Syowai, a Sarkvidéki Kutatások Nemzeti Intézetének állomása,
4. Ryori, a Japán Meteorológiai Szolgálat állomása,

### Űrkutatást segítő vállalatok
A földi állomások (követés, jelfeldolgozás, irányítás) berendezéseit a Nippon Electric Company, (NEC) a Mitsubishi Electric Corporation és a Toshiba Corporation gyárakban készítik. A Tokyo Aircraft Instrument Corporation, a Sumitomo Precision Products Corporation és a Hokushin Electric Works gyárak nagypontosságú elektronikai berendezéseket készítenek.

## Programok
A JAXA legfontosabb kutatóprogramjai (zárójelben az indítás éve):
- Ószumi – ionoszféra kutatás (1970)
- Tansei–1 – navigációs technikai műhold (1971)
- Shinsei – magnetoszféra kutató műhold (1971)
- Denpa – rádiókutatási műhold (1972)
- Tansei–2 – navigációs technikai műhold (1974)
- Taiyo – ionoszféra kutató (1975)
- Kiku–1 – űrtechnológiai műhold (1975)
- Ume–1 – ionoszféra kutatás (1976)
- Tansei–3 – navigációs technikai műhold (1977)
- Kiku–2 – űrtechnológiai műhold (1977)
- Sakura – híradástechnikai műhold (1977)
- Kyokko – ionoszféra műhold (1978)
- Ume–2 – ionoszféra kutatás (1978)
- Jikiken – ionoszféra műhold (1978)
- Tansei–4 – navigációs technikai műhold (1980)
- Sakigake – a Halley-üstökös kutatása (1985)
- Suisei – a Halley-üstökös kutatása (1985)
- Hiten – holdszonda (1990)
- ADEOS – földfigyelő műholdak (1997, 2002)
- HALCA – rádiócsillagászati műhold (1997)
- Nozomi – az első japán Mars-szonda (1998)
- Astro-E – röntgencsillagászati műhold (2000)
- Kaguja – holdszonda (2005)
- Lunar A – holdszonda
- Hajabusza – kisbolygó-küldetés (2003)
- Japanese Experiment Module – a Nemzetközi Űrállomás japán kutatómodulja (2007)
- Hajabusza–2 – aszteroida kutató szonda (2014)
- BepiColombo – Merkúr-szonda az ESA-val közösen (2018)